# Rădeni (gmina Roșcani)
Rădeni – wieś w Rumunii, w okręgu Jassy, w gminie Roșcani. W 2011 roku liczyła 742 mieszkańców.